# Tadeusz Matejszczak
Tadeusz Matejszczak ps. Kciuk (ur. 11 czerwca 1924 w Skarżysku-Kamiennej, zm. 19 września 2008 tamże) – major Wojska Polskiego, żołnierz podobwodu „Morwa” Armii Krajowej, prezes Koła Miejskiego Nr 1 Związku Kombatantów RP i byłych Więźniów Politycznych w Skarżysku-Kamiennej, harcmistrz Związku Harcerstwa Polskiego.
Pochowany na Cmentarzu Rzymskokatolickim w Skarżysku-Kamiennej przy ul. Cmentarnej.

## Młodość
Uczęszczał do szkoły powszechnej w Skarżysku-Kamiennej pod dyrekcją Józefa Erbla (dzisiejsze I L.O. im. Juliusza Słowackiego przy ul. 1 Maja 82), którą ukończył w 1938. Następnie rozpoczął naukę w Technikum Mechanicznym w Radomiu. Już od pierwszych klas szkoły powszechnej należał do drużyny zuchów, a następnie harcerzy. Przed samą wojną zdobył stopień Harcerza Orlego.

## II wojna światowa

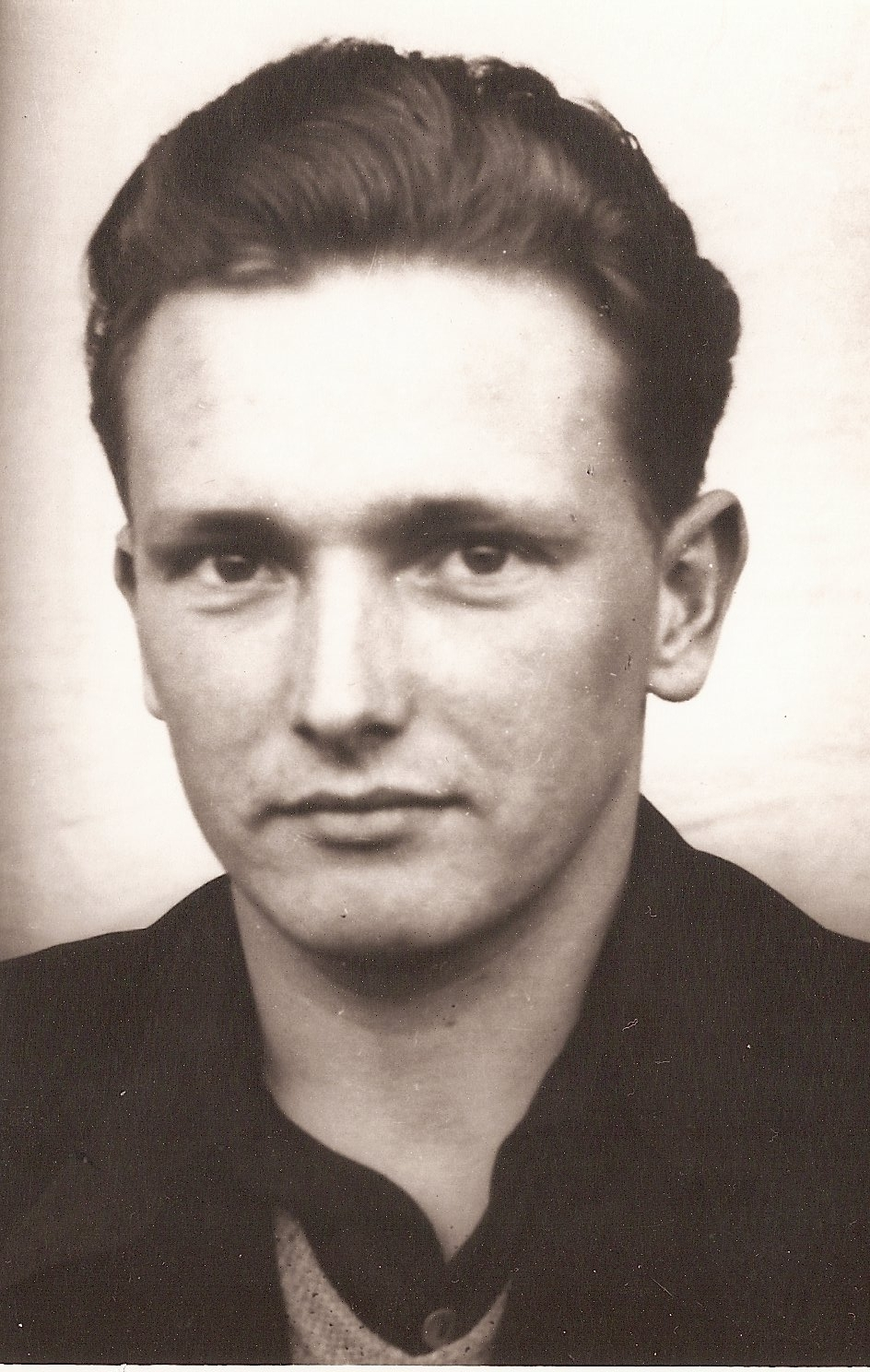
Tadeusz Matejszczak w 1940

W momencie wybuchu wojny we wrześniu 1939 Tadeusz Matejszczak pozostał w Skarżysku. Naukę w Technikum Mechanicznym w Radomiu kontynuował od listopada 1939, kiedy szkoła ponownie rozpoczęła swoją działalność, przerwaną przez wybuch wojny. Kiedy w styczniu 1940 w Skarżysku doszło do masowych aresztowań harcerzy, udało mu się pozostać na wolności. Rozpoczął wtedy działalność konspiracyjną w Związku Walki Zbrojnej, w placówce nr 113. Jej dowódcą był ppor. Kazimierz Miernik ps. „Borsuk”, późniejszy wykładowca w konspiracyjnej Szkole Podchorążych oraz organizator montażu amunicji z wykradanych detali i prochu w firmie „Hasag”, zarządzającej byłą Fabryką Amunicji. Wskutek prowadzonych działań konspiracyjnych Tadeuszowi Matejszczakowi zaczęło grozić aresztowanie. Aby się przed nim uchronić, ukrywał się pod fikcyjnym, wielokrotnie zmienianym nazwiskiem. Dodatkowym zabezpieczeniem przed aresztowaniem było to, że nie był umieszczany na oficjalnych listach uczniów radomskiego technikum.
Pod koniec 1941 został w Skarżysku zorganizowany Specjalny Pluton Operacyjny. Jego powołanie było wymuszone potrzebą bezpośredniej walki z okupantem w odwecie za stosowane wobec mieszkańców miasta represje, jak też w celu ochrony przed konfidentami, kolaborantami i prowokatorami. Dodatkowym powodem był fakt, że Skarżysko stanowiło duży węzeł komunikacyjny, co pozwalało na prowadzenie działań wywiadowczych dla celów wojskowych. Innymi zadaniami Plutonu Specjalnego było zdobywanie na wrogu broni dla tworzących się oddziałów partyzanckich, środków finansowych na utrzymanie struktur podziemnego państwa Polskiego, a także prowadzenie akcji społeczno-wychowawczych, np. wymierzanie kary chłosty za utrzymywanie kontaktów z zaborcą. Pierwszym dowódcą Plutonu (rozwiniętego później do Referatu II w ramach Podobwodu „Morwa” AK) był ppor. Henryk Grodź ps. „Bryks”. Rozpoczął on działalność od zorganizowania służby wywiadowczej oraz małej dywersji. Jesienią 1942 Tadeusz Matejszczak, jako świeżo upieczony absolwent konspiracyjnej Szkoły Podoficerskiej w stopniu kaprala, został skierowany właśnie do rozbudowującego się Plutonu Specjalnego. Wskutek coraz większego zaangażowania w działalność Plutonu Tadeusz Matejszczak musiał przerwać naukę w Radomiu, całkowicie poświęcając się zadaniom konspiracyjnym.

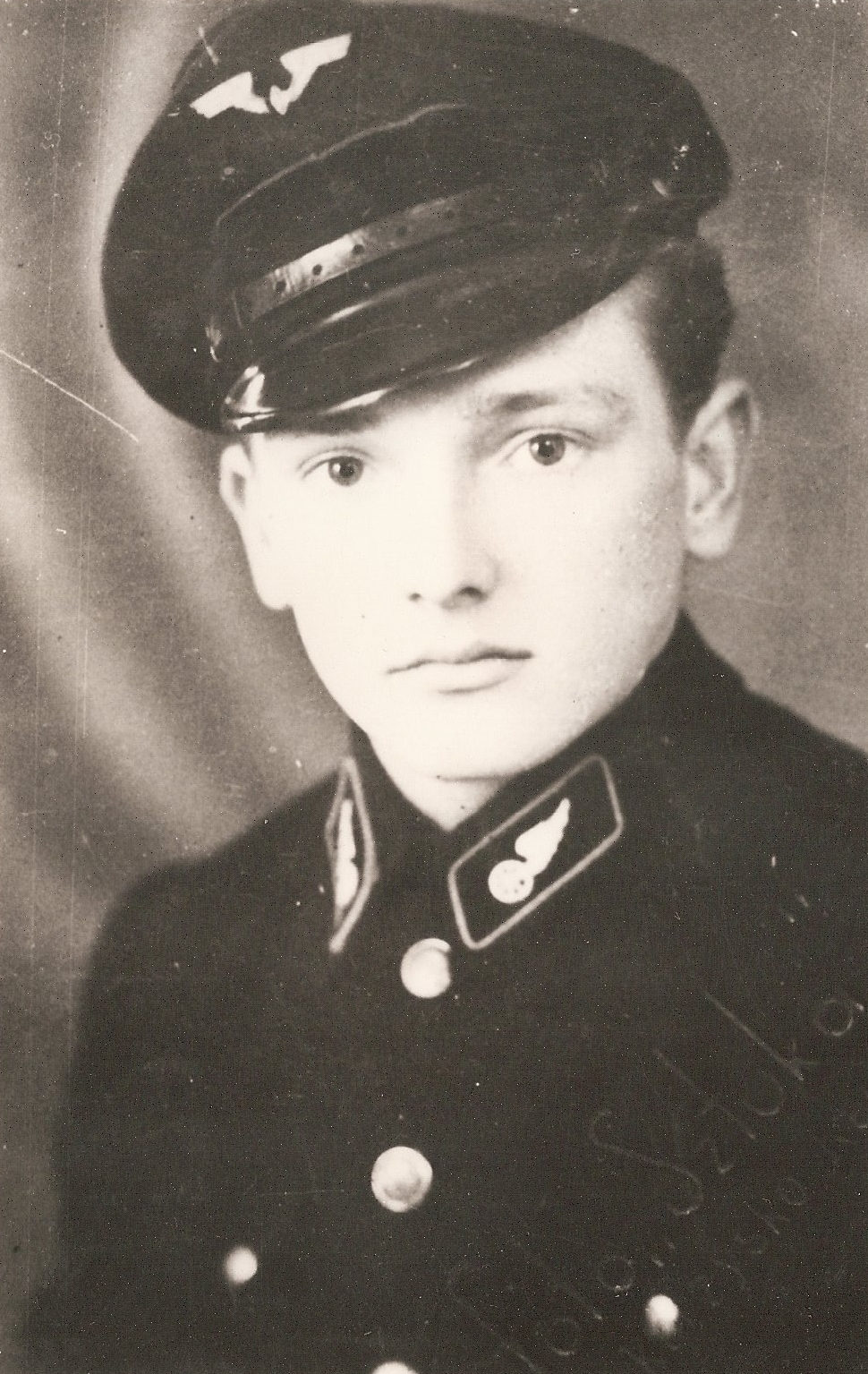
Tadeusz Matejszczak w mundurze kolejarskim, w który był ubrany podczas akcji na stacji kolejowej w Jakubowicach 9 czerwca 1944.

Pierwszym poważnym zadaniem plutonu w czerwcu 1943 miała być likwidacja Leo Metza, szefa Kripo w Skarżysku, skazanego w maju 1943 wyrokiem polskiego Sądu Wojskowego na karę śmierci za bestialstwa i morderstwa popełnione na Polakach. Akcję tę miała przeprowadzić grupa w składzie: Henryk Grodź „Bryks”, Tadeusz Czaplarski „Schmidt” i Tadeusz Rot „Albin”. W trakcie przygotowań do akcji zostali oni zaskoczeni przez oddział niemieckich żandarmów. Wywiązała się walka, w której zginęli Grodź i rot. Czaplarski, któremu udało się wymknąć z zasadzki, do końca wojny ukrywał się poza Skarżyskiem, będąc na liście osób poszukiwanych przez żandarmerię. Po śmierci ppor. Grodzia dowódcą referatu II i Plutonu Specjalnego został ppor. Mieczysław Szymański „Szum”, a po jego śmierci
w marcu 1944 dowództwo objął sierż. Witold Połcik „Grzmot”. Jego zastępcą i dowódcą 1 drużyny został kpr. Matejszczak „Kciuk”, będący już wówczas uznanym bohaterem wielu udanych akcji plutonu. Przykładowo, 9 czerwca 1944 wziął udział w akcji zagarnięcia utargu z kas kolejowych na stacji w Jakubowicach, podczas której zdobyczą plutonu padło ponad 170 tysięcy złotych. Pieniądze te znacząco zasiliły finanse „Morwy”. Przy okazji w wagonie bagażowym zniszczono kilkanaście skrzyń aparatury radiowej i telefonicznej, przeznaczonej dla frontowych oddziałów Wehrmachtu. Jednakże najbardziej znanym czynem Tadeusza Matejszczaka było wykonanie wyroku śmierci na Leo Metzu.

## Likwidacja Leo Metza

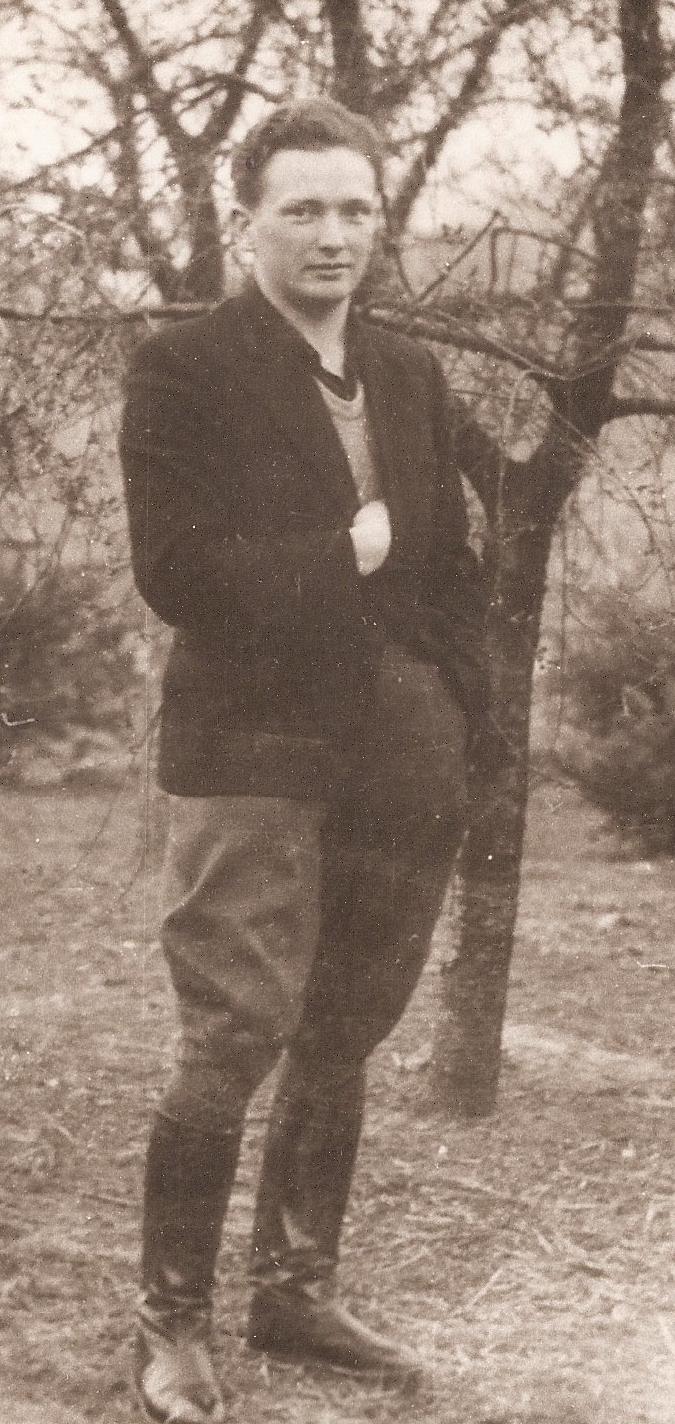
Tadeusz Matejszczak – fotografia zrobiona około godziny po zamachu na Leo Metza

Wykonanie wydanego w maju 1943 wyroku na szefie skarżyskiego Kripo nie było łatwą sprawą. Pierwsza grupa Plutonu Specjalnego, która otrzymała to zadanie, została rozbita. Z kolei samemu Metzowi w miejscach publicznych zawsze towarzyszyła obstawa złożona z kilku tajnych pracowników policji niemieckiej. Patrząc z innego punktu widzenia, w razie jego zgładzenia fala niemieckich represji spadłaby na miasto i przebywających w więzieniach zakładników. Swoją zbrodniczą działalność wobec Polaków, Żydów i Cyganów Metz kontynuował więc aż do 3 sierpnia 1944. Ten dzień był praktycznie ostatnim momentem na wykonanie wyroku, gdyż w Warszawie wybuchło powstanie, a wojska radzieckie kontynuowały swój marsz na zachód, spychając Niemców. Metz wystraszony radziecką ofensywą forsującą brzegi Wisły, oczekiwał na pociąg, którym miał się ewakuować ze Skarżyska do Częstochowy, gdzie wcześniej wysłał już swoją żonę. Pociąg jednak nie ruszył ze stacji, gdyż oddziały leśne wysadziły w powietrze most kolejowy w pobliżu Bliżyna. Około południa skarżyski kat został zlokalizowany w restauracji należącej do państwa Ireny i Wiktora Gellerów, znajdującej się przy ul. Piłsudskiego 20 (obecnie 1 Maja), gdzie często lubił popijać alkohol. Przebywał tam ze swoim podwładnym, Wadychem.
Na wieść o dostrzeżeniu Metza u Gellerów dowódca Plutonu Specjalnego, Witold Połcik „Grzmot”, ruszył do akcji wraz z grupką kilku osób. Otoczyli oni restaurację, w której przebywał zbrodniarz. Do wykonania wyroku, czyli likwidacji Metza, wyznaczono Tadeusza Matejszczaka „Kciuka”, najlepszego strzelca w plutonie, nieomylnie władającego swoim Visem, którego miał osłaniać Stanisław Kochanek „Antoniak”. Józef Kotlega „Błyskawica” oprócz zabezpieczania akcji miał przeprowadzić dodatkowy zwiad, aby upewnić się, że tym razem Metza nie ubezpieczają niemieccy żandarmi. Akcję zabezpieczali także uzbrojeni 
w pistolety, automaty i granaty: Witold Połcik, Henryk Herman, Czesław Matejszczak, Henryk Kucharski. W akcji uczestniczył także Zdzisław Kochanek, brat „Antoniaka”, który obserwował siedzibę żandarmów.
Według planu „Kciuk” i „Antoniak” mieli wejść do restauracji i zamówić w bufecie piwo. Metz miał być zastrzelony w momencie płacenia za alkohol, kiedy ruch sięgania do kieszeni po odbezpieczony pistolet był najmniej podejrzany. Po wejściu do restauracji „Kciuk” zauważył ruch ręki Metza, który zinterpretował jako gest sięgania po broń. Aby nie dopuścić do tego, że wróg wystrzeli pierwszy, sięgnął po swojego Visa i trzykrotnie oddał strzał w jego kierunku. Po chwili zauważył zastępcę Metza, który wychylił głowę zza drzwi, dlatego też zrezygnował z zabrania dokumentów i oddał jeszcze trzy dodatkowe strzały w kierunku ciała kata, które obsunęło się na podłogę. „Kciuk” wybiegł z lokalu, nawołując stojącego przy bufecie Kochanka do ucieczki. Ten jednak został zatrzymany w drzwiach przez celującego do niego niemieckiego żołnierza. „Antoniakowi” udało się jednak swoim zachowaniem oraz faktem, że był przebrany w mundur kolejarski przekonać go, że nie ma nic wspólnego z całym zdarzeniem. Niemiec pozwolił mu wymknąć się na ulicę, gdzie na brata czekał Zdzisław Kochanek. Matejszczak po całej akcji ruszył w stronę przejścia między restauracją a sąsiednim budynkiem i przez furtkę w płocie posesji uciekł na podwórko Gellerów. Wcześniej jednak natrafił na zastępcę Metza, Wadycha, który uciekał z restauracji przez kuchnię. „Kciuk” postanowił przeznaczyć ostatni pocisk z magazynku na niego, lecz niestety z powodu dużej odległości nie mógł trafić. Po tych wydarzeniach Matejszczak udał się do domu rodziców partyzanta o pseudonimie „Gołąbek”, gdzie jego matka, pani Sobótka, przejęła od „Kciuka” dwa pistolety i granat. Zostawiwszy dowody zabójstwa udał się spokojnie przez wiadukt do meliny u Kochanków.
Po udanym zamachu na Leo Metza Tadeusz Matejszczak otrzymał awans na stopień sierżanta Armii Krajowej.

## Końcówka wojny, lata powojenne
18 stycznia 1945 do Skarżyska wkroczyły wojska radzieckie. Już w kilka tygodni później w mieście i okolicach organa służby Urzędu Bezpieczeństwa rozpoczęły nagonkę na najbardziej aktywnych żołnierzy, partyzantów i konspiratorów Armii Krajowej i Narodowych Sił Zbrojnych. Wielu z nich opuściło miasto, uciekając przed represjami, innych aresztowano i wysłano w głąb Rosji bądź zamordowano na miejscu. Prześladowania nie ominęły też Tadeusza Matejszczaka, który został aresztowany w kwietniu 1945 Po krótkim śledztwie został wypuszczony, lecz objęty nadzorem policyjnym. W tym samym czasie aresztowany i skazany na wieloletnie więzienie został ostatni dowódca Plutonu Specjalnego, Witold Połcik „Grzmot”. Tadeusz Matejszczak, będący jego zastępcą, nie mógł się spodziewać niczego lepszego, więc aby uwolnić się od policyjnego nadzoru, wyjechał na Wybrzeże. Jednak w czerwcu 1945 został ponownie aresztowany w Sopocie. Z wyroku sądu w Gdańsku otrzymał karę 4 lat więzienia. Na mocy amnestii zwolniono go z więzienia w marcu 1947. Wtedy powrócił do Skarżyska z zamiarem ukończenia szkoły technicznej w Radomiu. Jednak w dalszym ciągu był szykanowany przez władze. Zabroniono mu powrotu do szkoły i dopiero na wieczorowych kursach ukończył w 1948 Technikum Mechaniczne. Jako były aktywny żołnierz AK nie mógł otrzymać na terenie Skarżyska żadnej pracy. Wreszcie w 1949 został zatrudniony w nowo powstającej Fabryce Samochodów Ciężarowych w Starachowicach, która intensywnie poszukiwała pracowników z wykształceniem technicznym. W fabryce tej pracował aż do emerytury, którą uzyskał w 1983.

## Życie prywatne

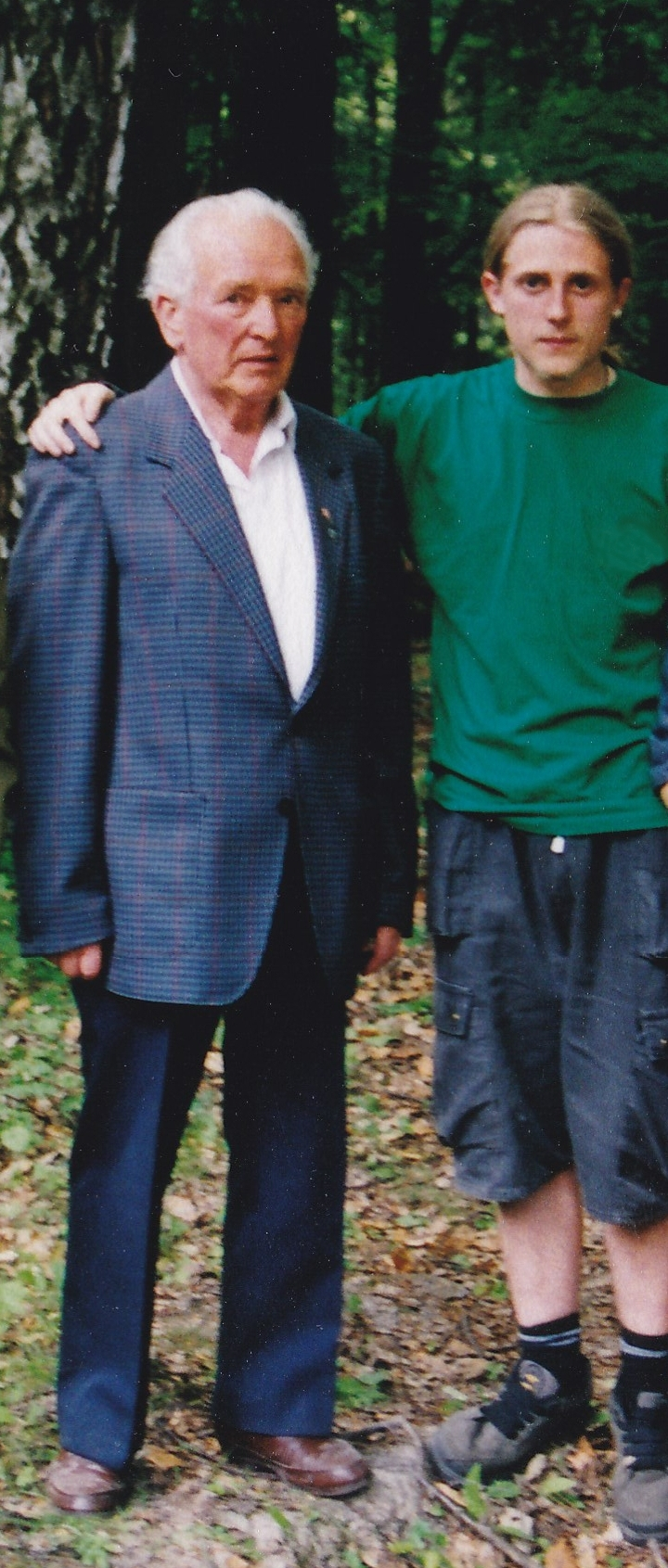
Tadeusz Matejszczak z wnukiem w 2000

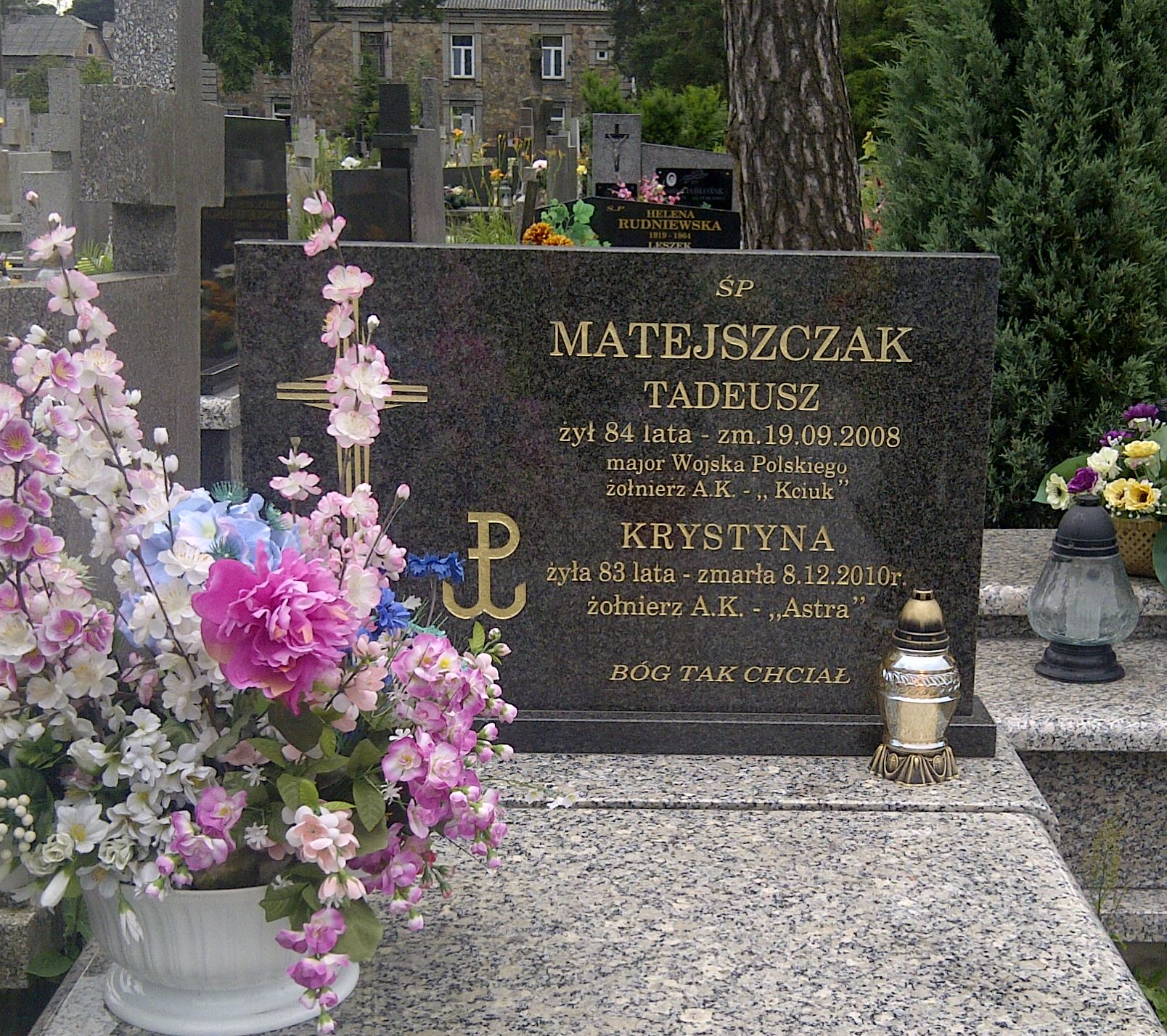
Nagrobek Tadeusza Matejszczaka i jego żony na cmentarzu parafialnym przy ul. Cmentarnej w Skarżysku-Kamiennej.

Był żonaty z por. Krystyną Teresą Matejszczak (z domu Hentka) ps. Astra. Ślub odbył się w dniu 18 kwietnia 1949. Mieli dwójkę dzieci, syna Romana i córkę Ewę. W 1999 małżeństwo otrzymało Medal za Długoletnie Pożycie Małżeńskie.

## Odznaczenia
Za swoją działalność wojenną w szeregach ZWZ i AK, jak i powojenną, Tadeusz Matejszczak został wielokrotnie odznaczony, ale dokumenty dla niego najważniejsze – wniosek o nadanie Zaszczytnego Krzyża Orderu Virtuti Militari za akcję likwidacji Leo Metza – „zaginęły” w okresie początkowej PRL. 15 sierpnia 1946 otrzymał Medal Wojska nadany mu w Londynie. W kraju zaś dopiero w 1959 otrzymał Krzyż Walecznych.
Po raz drugi otrzymał Krzyż Walecznych w 1990, nadany mu w Londynie przez Prezydenta Kaczorowskiego. W 1975 przyznano mu Krzyż Kawalerski Orderu Odrodzenia Polski. Dwukrotnie został również odznaczony Krzyżem Partyzanckim – po raz pierwszy 1961 w Londynie, następnie w 1996 w Warszawie. W tym samym 1996 przyznano mu Krzyż Armii Krajowej. W 1985 otrzymał odznakę „Za Zasługi dla Kielecczyzny”. Równocześnie z odznaczeniami był nominowany na kolejne stopnie oficerskie. Stopień kapitana otrzymał w 1999. Ostatnią nominację, na majora, przyznano mu 1 lipca 2007, podczas uroczystości rocznicowych na Brzasku. Tego samego dnia jego żona Krystyna otrzymała nominację na porucznika. Z kolei za pracę w harcerstwie w 1987 otrzymał Krzyż za Zasługi dla ZHP oraz Rozetę z Mieczami do Krzyża Zasługi.